# Adriana Vilagoš
Adriana Vilagoš, née le 2 janvier 2004 à Vrbas, est une athlète serbe, spécialiste du lancer du javelot.

## Biographie
En 2020, Adriana Vilagoš établit la meilleure performance cadet au lancer du javelot (500 g) en 68,76 m.
Vainqueure de la compétition espoirs de la Coupe d'Europe des lancers 2021, elle se classe deuxième des championnats d'Europe juniors 2021 derrière la Grecque Elína Tzéngko. Plus tard dans la saison, elle remporte le titre des championnats du monde juniors à Nairobi en réalisant un lancer à 61,46 m.
En 2022, elle remporte pour la deuxième fois l'épreuve espoirs de la Coupe d'Europe des lancers. Le 11 juin 2022 à Sremska Mitrovica, elle porte son record personnel à 62,76 m, puis décroche la médaille d'or aux Jeux méditerranéens d'Oran. Elle conserve son titre de championne du monde junior le 2 août 2022 à Cali en portant son record personnel à 63,52 m, qui est aussi un nouveau record d'Europe U20. Le 20 août 2022, elle décroche la médaille d'argent des Championnats d'Europe, à Munich, en réalisant un lancer à 62,01 m, s'inclinant devant la Grecque Elína Tzéngko.
En 2024, Adriana Vilagoš termine à nouveau 2e des championnats d'Europe, cette fois derrière l'Autrichienne Victoria Hudson. Avec 64,42 m elle bat le record de Serbie de Tatjana Jelača.
Elle porte son record à 65,58 m à Londres.
Aux Jeux olympiques de Paris, elle échoue à atteindre la limite qualificative fixée à 62 m et termine 13e, seules les 12 meilleures étant qualifiées.
Elle remporte le concours du Mémorial Kamila Skolimowska à Chorzów devant les médaillées olympiques Jo-Ane van Dyk et Nikola Ogrodnikova, battant pour la 3e fois le record de Serbie en 2 mois.

## Palmarès

### International
| Date | Compétition                      | Lieu      | Résultat | Temps   |
| ---- | -------------------------------- | --------- | -------- | ------- |
| 2021 | Coupe d'Europe des lancers (U23) | Leiria    | 1re      | 60,22 m |
| 2021 | Championnats d'Europe juniors    | Tallinn   | 2e       | 60,44 m |
| 2021 | Championnats du monde juniors    | Nairobi   | 1re      | 61,46 m |
| 2022 | Coupe d'Europe des lancers (U23) | Leiria    | 1re      | 60,72 m |
| 2022 | Jeux méditerranéens              | Oran      | 1re      | 60,22 m |
| 2022 | Championnats du monde juniors    | Cali      | 1re      | 63,52 m |
| 2022 | Championnats d'Europe            | Munich    | 2e       | 62,01 m |
| 2023 | Coupe d'Europe des lancers       | Leiria    | 3e       | 59,83 m |
| 2023 | Championnats d'Europe juniors    | Jérusalem | 1re      | 58,38 m |
| 2024 | Coupe d'Europe des lancers       | Leiria    | 1re      | 61,17 m |
| 2024 | Championnats d'Europe            | Rome      | 2e       | 64,42 m |

### National
- Championnats de Serbie :
  - Vainqueur en 2022

## Records
| Épreuve           | Temps   | Lieu    | Date            |
| ----------------- | ------- | ------- | --------------- |
| Lancer du javelot | 65,58 m | Londres | 20 juillet 2024 |